# Écrou
Pour l’article homonyme, voir Écrou (droit).

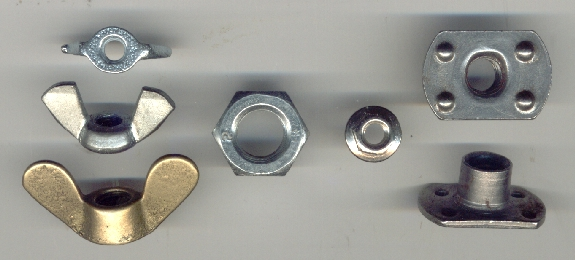
Écrous papillon, hexagonaux, ou autres implants.

Un écrou est un composant élémentaire d'un système vis/écrou destiné à l'assemblage de pièces ou à la transformation de mouvement.
Le terme écrou est dérivé du latin scrofa (« truie »), par l'intermédiaire d'une comparaison vulgaire, également préservée en d'autres langues comme en portugais où écrou et truie sont homonymes (porca).
Par abus de langage, il est souvent appelé boulon, terme qui désigne un ensemble formé d'une vis d'assemblage et d'un écrou.

## Histoire

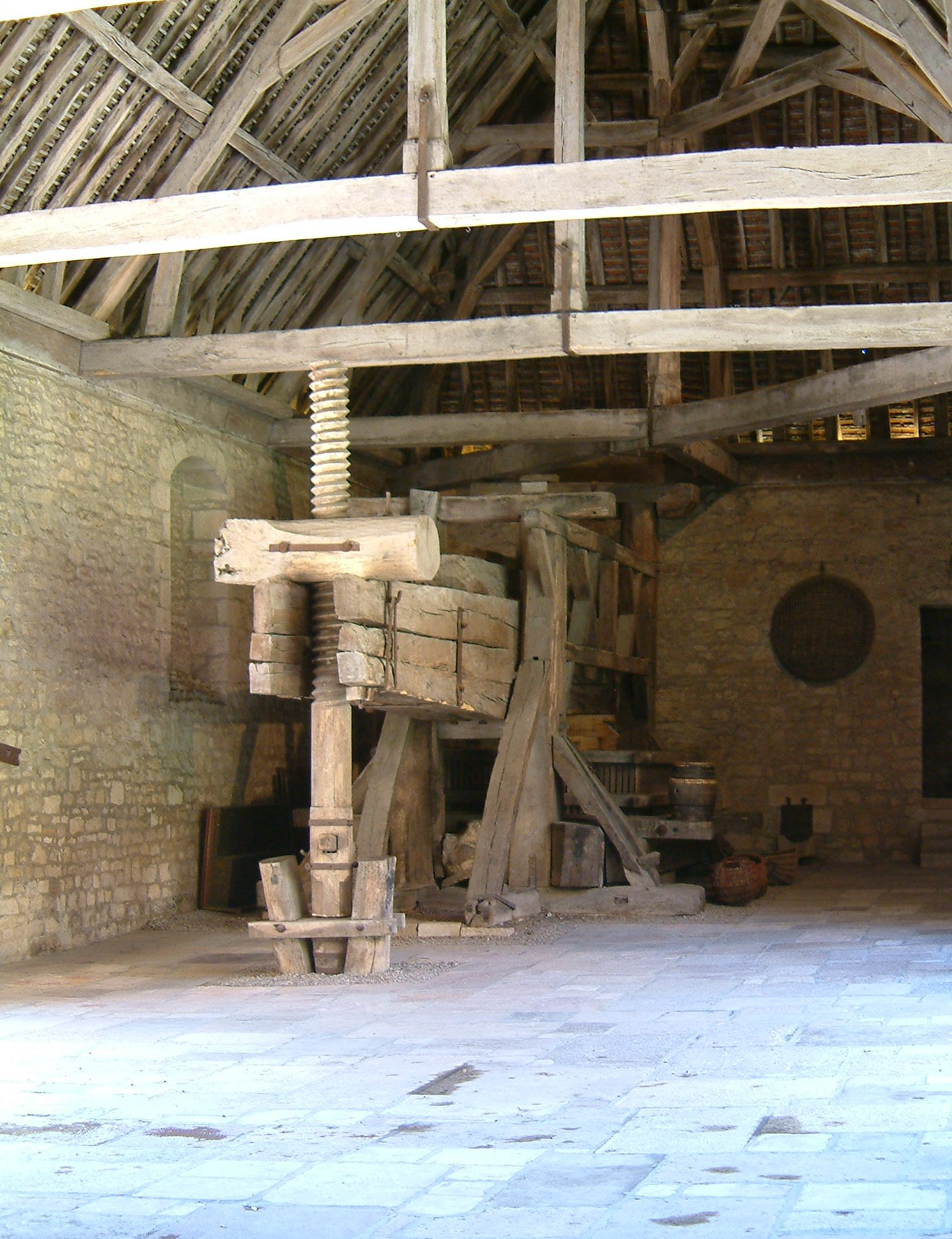
Reconstitution d'une pressoir à vis du Xe siècle au château du Clos-de-Vougeot, où le raisin était comprimé sous un madrier.

L'une des plus anciennes preuves de l'existence de l'écrou est le pressoir. Le terme lui même vient du latin.

## Description
Dans un système de transformation de mouvement, on donne le nom d'écrou à la partie comportant le trou taraudé.
Comme pièce d'assemblage mécanique élémentaire, il s'agit d'un organe indépendant comportant un trou taraudé en son centre (c'est-à-dire un trou dans lequel est gravé un filet) qui, vissé sur une vis (ou sur toute tige filetée dont le diamètre et le pas de vis correspondent), constitue un des deux éléments d'une liaison par obstacle.
L'ensemble vis plus écrou prend le nom de boulon.
Un écrou fermé d'un côté, c'est-à-dire destiné à être vissé de manière à masquer l'extrémité d'une tige filetée, est dit borgne. Un tel écrou peut servir à faire une vis d'une tige filetée simple, dont il devient la tête, mais son emploi principal consiste à masquer l'extrémité de la tige filetée (pour des raisons d'étanchéité, de sécurité, d'esthétique, etc.).
Pour les écrous les plus courants le pourtour de l'écrou présente des faces selon une disposition régulière (quatre ou six faces) permettant de le manipuler avec un outil adapté (clé plate, clef anglaise ou clé à molette par exemple). Il existe aussi des écrous pouvant être serrés à la main : écrous moletés ; écrous « papillon » (ou « à oreilles ») ; écrous « à croisillons », etc.
Les écrous H (hexagonaux ou à six faces) sont de loin les plus courants. Il existe de nombreuses dimensions d'écrous, caractérisées par :
- le diamètre du trou central ;
- le pas de vis ;
- la distance entre deux faces opposées.

Ces dimensions sont mesurées en millimètres dans les pays utilisant le Système international, il existe encore de nombreux pays où les dimensions sont exprimées en pouces.
Les dimensions standards en millimètres pour la largeur des écrous à six faces sont un nombre entier de millimètres (exceptions : 3,2 et 5,5). Les dimensions standards dans l'autre système sont exprimées en fractions à dénominateur puissance de deux (1/2
5/8…).

## Types d'écrou d'assemblage

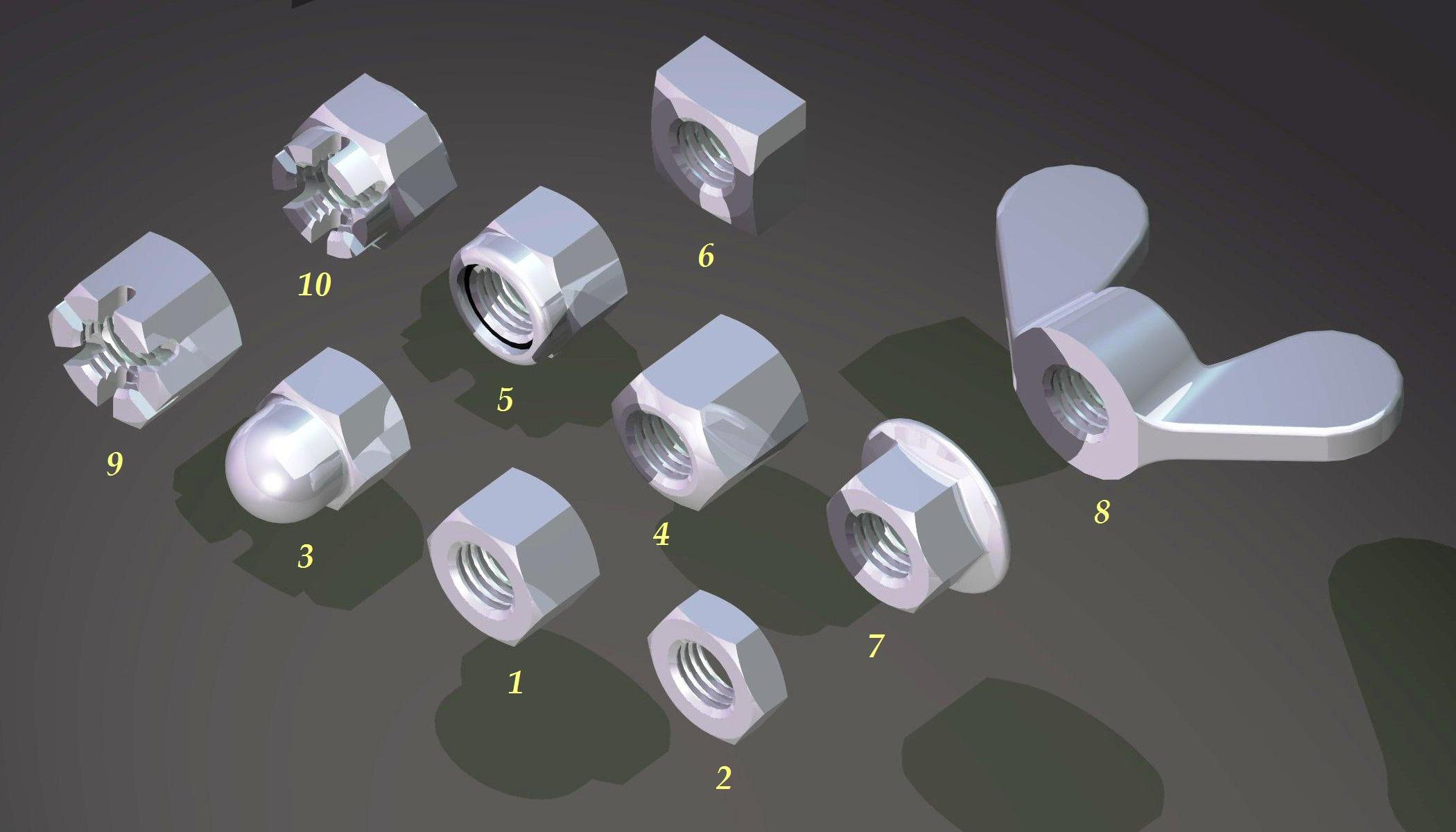
Les principaux modèles d'écrous normalisés : (1) écrou hexagonal normal, (2) écrou hauteur réduite dit contre-écrou, (3) écrou borgne, (4) écrou double, (5) écrou à frein Nylstop, (6) écrou carré, (7) écrou à embase, (8) écrou à oreilles, (9) écrou fendu, (10) écrou à créneaux.

Les écrous d'assemblage se distinguent principalement par leur dispositif d'entraînement ; la plupart sont hexagonaux. Souvent manœuvrés avec un outil, ils peuvent l'être directement à la main. ils peuvent comporter de plus un dispositif de frein de filet ou d'arrêt, une embase augmentant l'appui et dispensant de l'usage d'une rondelle. Certains, non normalisés se comportent comme un fusible claquant lors de la mise en place et interdisant ainsi leur démontage (par exemple fixation d'un antivol de direction de véhicule automobile).

### Écrou hexagonal
Ce sont les écrous les plus fréquents. Leur périphérie est de forme hexagonale, dont la distance entre deux faces correspond en millimètres à la taille de la clé employée pour leur manœuvre.
| Ø d nominal      | M3  | M4 | M5 | M6 | M7    | M8 | M10   | M12   | M14   | M16 |
| ---------------- | --- | -- | -- | -- | ----- | -- | ----- | ----- | ----- | --- |
| taille de la clé | 5.5 | 7  | 8  | 10 | 11/12 | 13 | 16/17 | 18/19 | 21/22 | 23  |

### Écrou carré

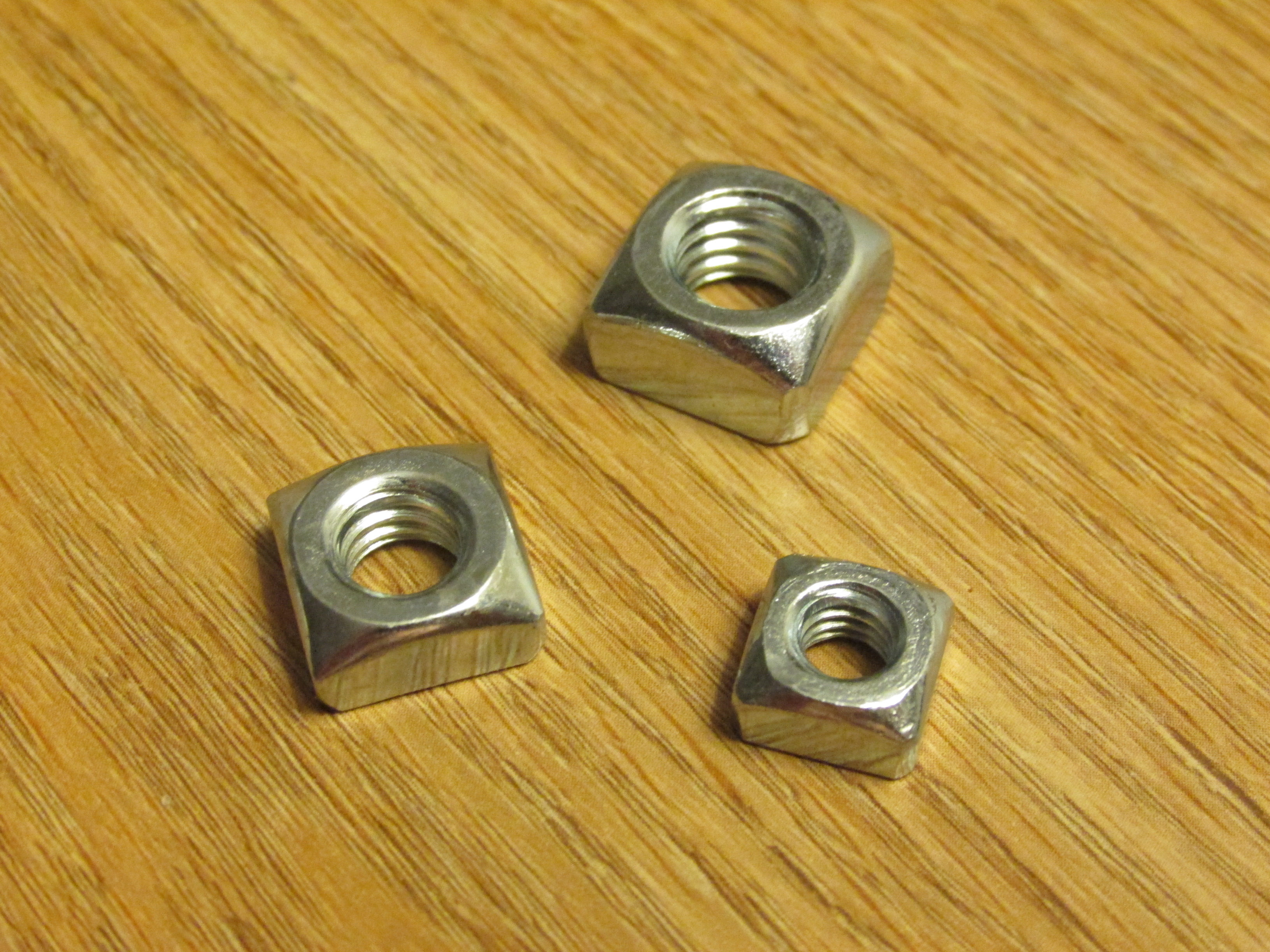
Écrous carrés.

Ce sont des écrous offrant une prise en clé plus importante. Aujourd'hui ils sont principalement utilisés comme Écrou cage (baies informatiques, carrosserie, etc.) : une fois le montage terminé, l'accès à l'écrou devient impossible (montage borgne) et l'épaisseur de métal est insuffisante pour permettre un taraudage solide.

Autrefois ils étaient recommandés pour des usages avec risque de grippage ou permettaient l'emploi d'acier moins résistant.

### Écrou à embase, ou écrou épaulé

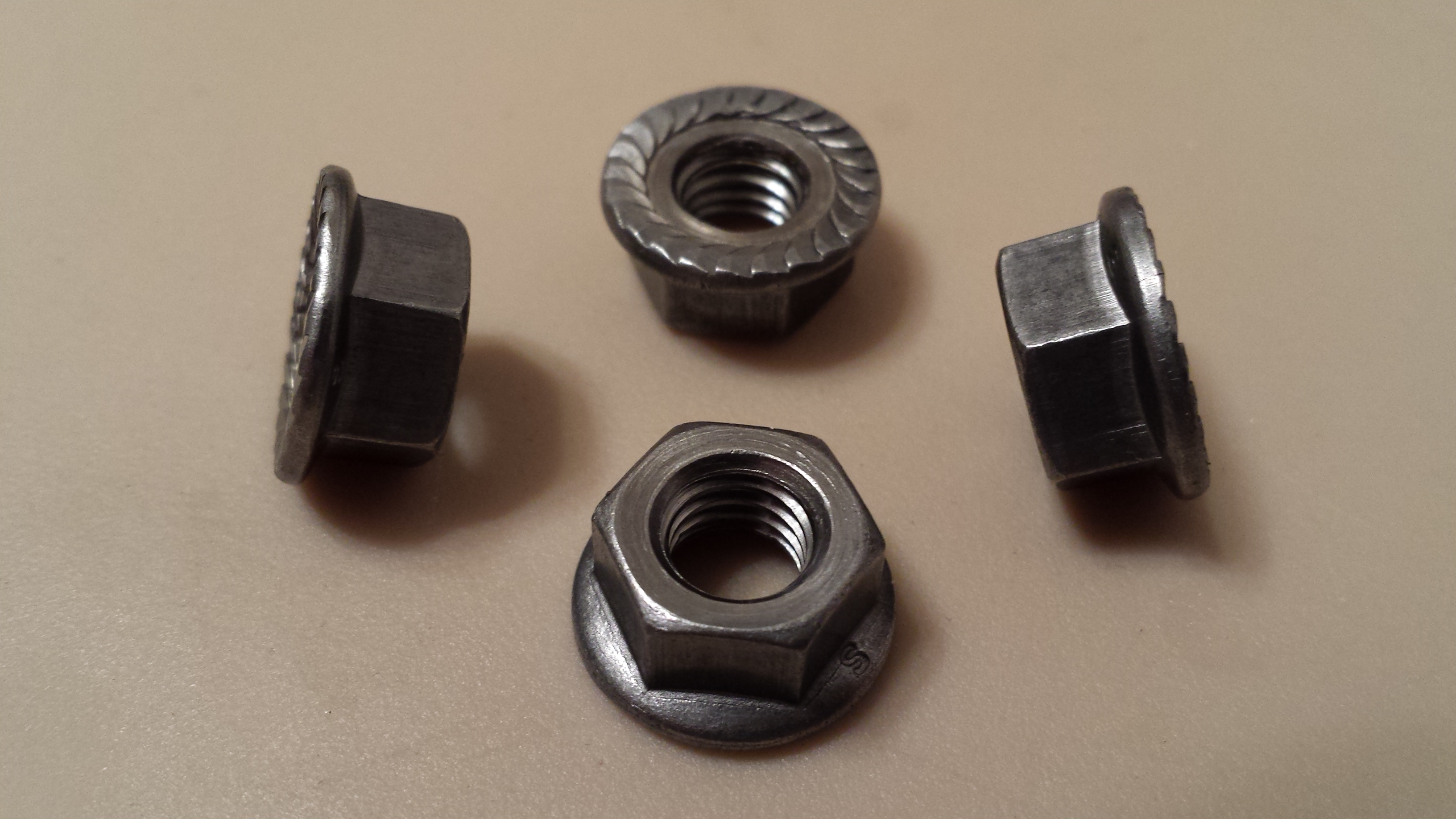
Écrous à embase, ou épaulés.

L'embase de l'écrou est constituée d'un collerette offrant une plus grande surface de contact avec la pièce d'appui. Elle remplace la rondelle apposée sous l'écrou. Cette disposition donne une diffusion plus large de la reprise des efforts. Ces écrous permettent d'augmenter la surface d'appui. Parfois cette surface est striée, limitant de plus le déserrage.

### Écrou cylindrique
Ces écrous ont un faible encombrement. Ils sont parfois filetés à l'extérieur, auquel cas on parle d'insert.

### Écrou à oreilles, ou écrou papillon

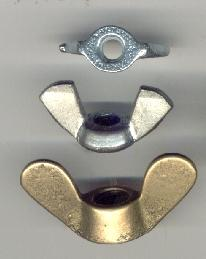
Écrous à oreilles, ou écrous papillons.

Ces écrous peuvent être manœuvrés à la main. Ils sont aussi appelés écrou papillon ou écrou à ailettes.

### Écrou transversal

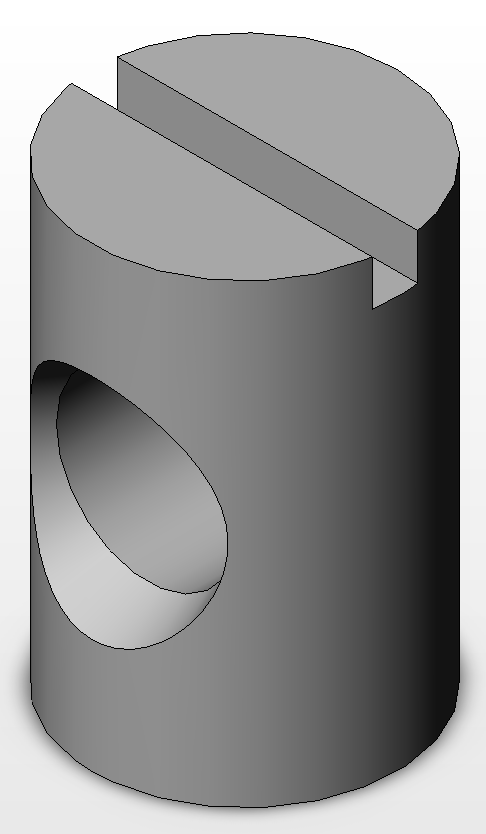
Écrou transversal.

Parfois également appelés « écrous de canon », ils peuvent facilement se dissimuler.

### Écrou borgne

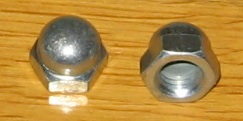
Écrou borgne.

Ces écrous sont non débouchants, c'est-à-dire que le trou taraudé n'existe que d'un côté. Ces écrous protègent et cachent le filetage de la vis, à des fins d'esthétique ou de sécurité.

### Écrou à sertir

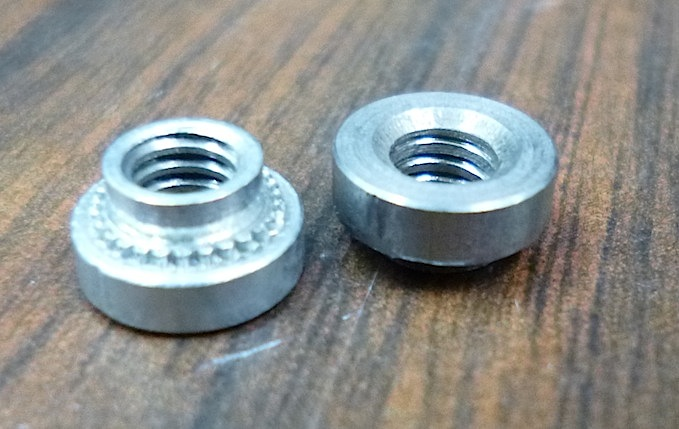
Deux écrous à sertir.

Ce type d'écrou est parfois aussi appelé « écrou autosertissable »

### Écrou relieur

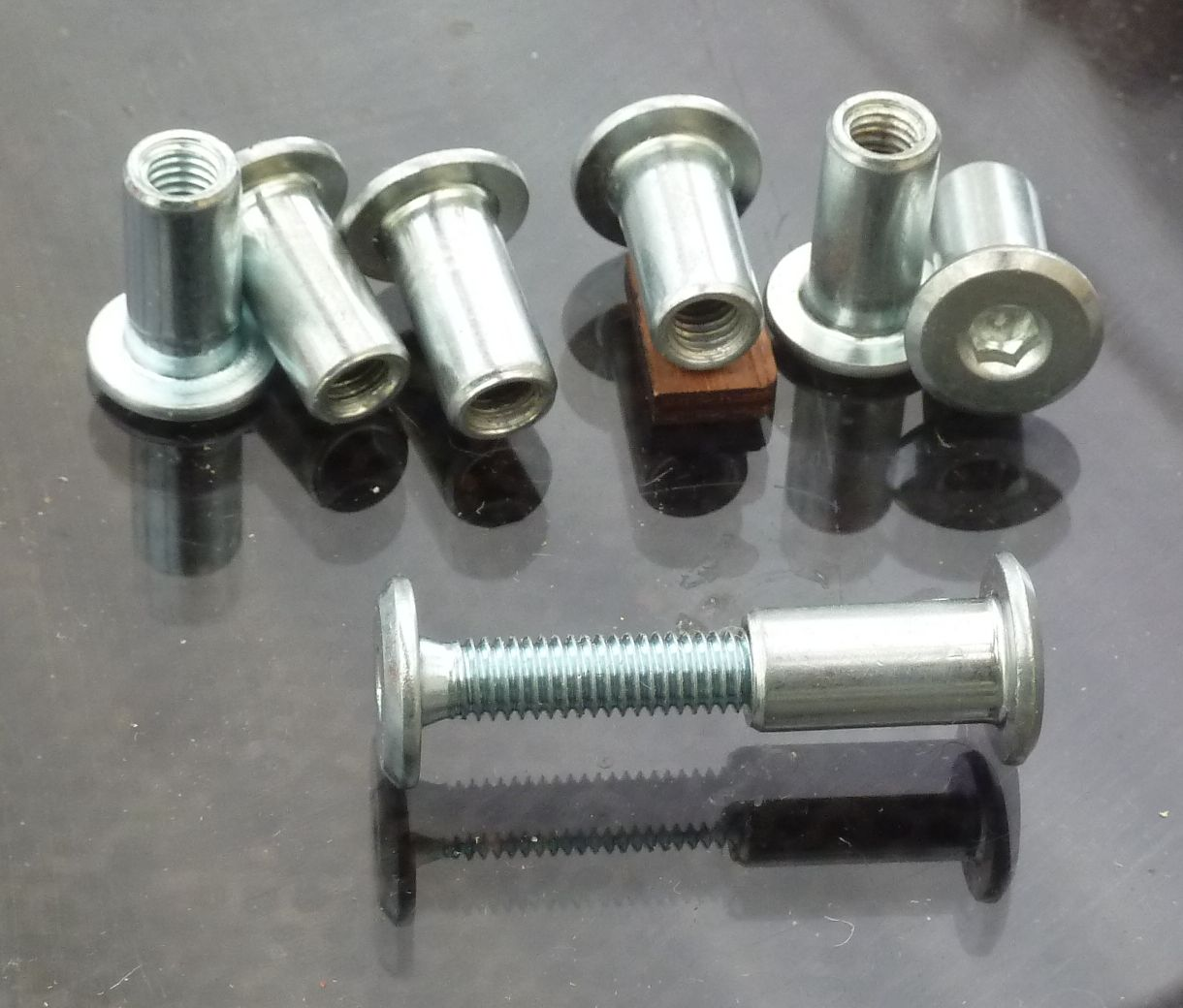
Écrous relieurs, dont un avec sa vis.

L'écrou relieur est un écrou épaulé, borgne, et à tête creuse.

### Écrou douille
C'est un écrou épaulé, borgne et cylindrique (il ne peut donc pas être manipulé comme un écrou normal), dont le côté fermé peut être manipulé avec un tournevis grâce à une fente, ou avec une clé Allen grâce à un creux hexagonal.

### Écrou cage

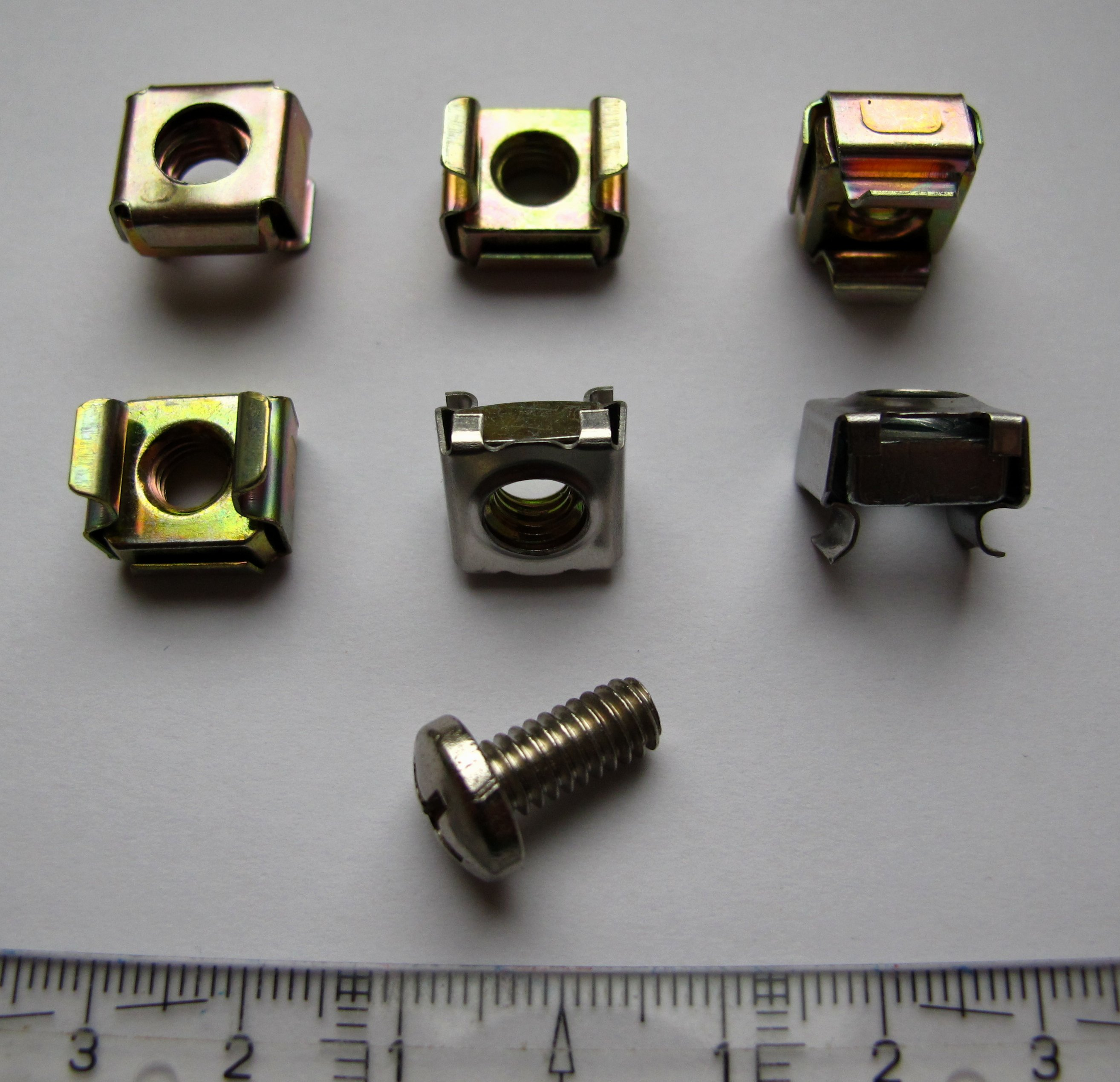
Écrous cages.

Un écrou cage est un écrou carré emprisonné dans une cage munie sur une face de deux pattes précintrées. Il est destiné à s'insérer dans le trou (carré ou rectangulaire) d'une tôle dont l'épaisseur est insuffisante pour permettre un taraudage solide ou la fixation par une « vis à tôle », ou lorsque cette opération de taraudage serait trop coûteuse par rapport à un simple poinçonnage, qui peut percer un grand nombre de trous en une seule opération.

### Écrous spéciaux
Il existe des écrous spécifiques selon les usages :
- écrous freinés : comportant un système destiné à empêcher un desserrage accidentel par les vibrations :
  - écrous fendus : la fente permet un écrasement qui diminue le diamètre (fente dans l'axe) ou diminue le pas (fente perpendiculaire à l'axe).
  - écrous Nylstop : munis d'une bague en polymère (écrous autobloquants)

## Types d'écrous de transformation de mouvement
Ils sont généralement appairés à un modèle particulier de vis. On distingue les systèmes vis-écrou lisses, des systèmes à billes.
Les écrous comportent deux parties fonctionnelles : le filet en liaison avec la vis, et les surfaces de mise et maintien en position avec sa pièce d'accueil.
Pour les dispositifs à guidage lisse l'écrou peut être en alliage de cuivre, en Téflon, ou tous matériaux offrant en association avec l'acier, un frottement limité. Dans le cas de la transformation de mouvement, on évite au contraire de l'assemblage d'atteindre la situation de coincement.

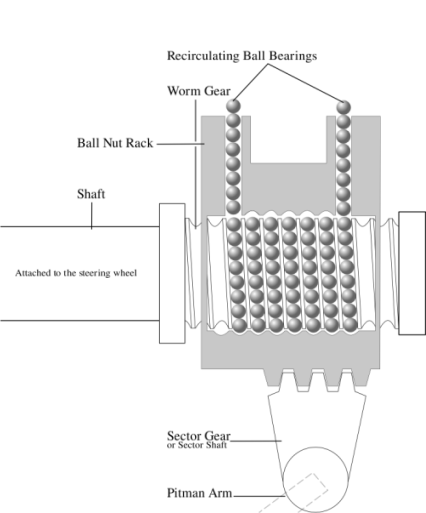
Principe de l'écrou à circulation de billes.
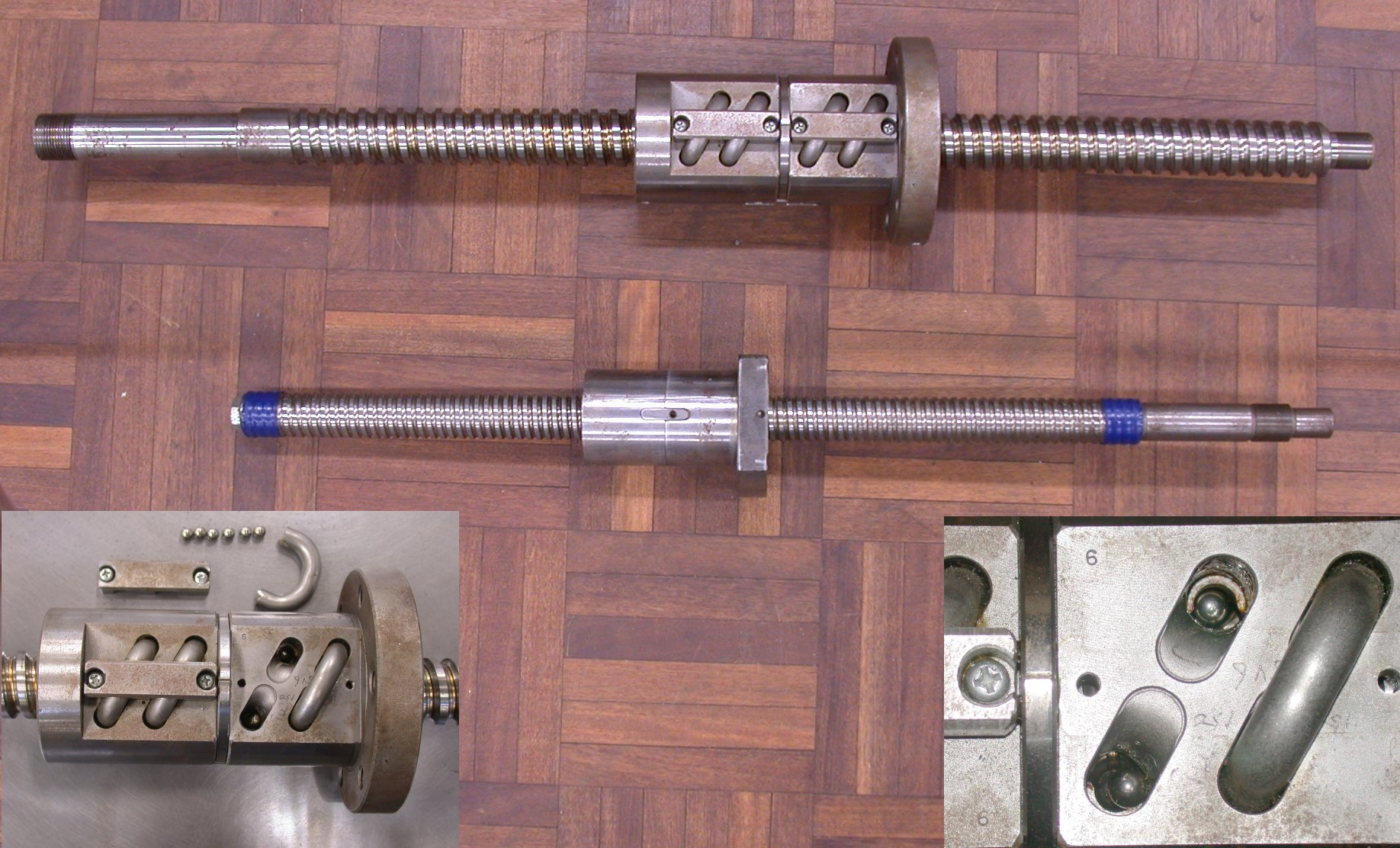
Ecorché d'un ensemble vis/écrou à billes.

Ce principe de vis et écrou à circulation de billes est très utilisé dans les boîtiers de direction des véhicules Poids-Lourds.